# Йинкс
Йинкс или Иинга (др.-греч. Ἴυγξ, в дословном переводе «вертишейка») — персонаж древнегреческой мифологии. В различных вариациях мифа дочь Пана и Эхо или Пейто.
Она приготовила Зевсу напиток, после которого тот воспылал страстью к Ио. В отместку Гера превратила Йинкс в птицу вертишейку (др.-греч. Ἴυγξ) и обрекла на постоянное участие в магических обрядах.
В античности птицу использовали в магических обрядах. Её привязывали к вращающемуся колесу. Как вращение колеса, так и поворот шеи вертишейки должны были вернуть утраченную любовь. То же название получили и другие вращающиеся магические предметы и приворотные зелья. Использование вертишейки в магических целях описывает Феокрит. В одах Пиндара Афродита даёт Ясону колесо с распятой вертишейкой, чтобы тот смог приворожить Медею.
Символизирующая Йинкс вертишейка изображена на нескольких сохранившихся до наших дней античных вазах. Обычно её держит в руках женщина, что должно обозначать её желание вернуть утраченную любовь.
Согласно другому мифу, описанному у Антонина Либерала, была одной из девяти дочерей Пиера. Девушки составили хор и решили соревноваться с музами. После проигрыша они были превращены музами в птиц за то, что будучи смертными осмелились бросить вызов богам. Йинкс стала вертишейкой.